# Sphiggurus vestitus
Sphiggurus vestitus е вид бозайник от семейство Дървесни бодливи свинчета (Erethizontidae).

## Разпространение
Видът е разпространен в Колумбия.